# Lemnalia umbellata
Lemnalia umbellata is een zachte koraalsoort uit de familie Nephtheidae. De koraalsoort komt uit het geslacht Lemnalia. Lemnalia umbellata werd in 1904 voor het eerst wetenschappelijk beschreven door Kükenthal. 